# 14339 Knorre
14339 Knorre este un asteroid din centura principală de asteroizi.

## Descriere
14339 Knorre este un asteroid din centura principală de asteroizi. A fost descoperit pe 10 aprilie 1983 la Observatorul de Astrofizică din Crimeea de Liudmila Cernîh. Asteroidul prezintă o orbită caracterizată de o semiaxă mare de 2,60 ua, o excentricitate de 0,18 și o înclinație de 14,4° în raport cu ecliptica.